# Zenobiusz z Sydonu
Zenobiusz z Sydonu (zm. ok. 310 w Antiochii Syryjskiej) – lekarz i prezbiter w Sydonie w Fenicji (dzisiejszy Liban), męczennik chrześcijański i  święty Kościoła katolickiego. Jeden z męczenników fenickich.
Informacji o Zenobiuszu dostarczył historyk kościelny Euzebiusz z Cezarei według którego Zenobiusz miał ponieść śmierć męczeńską, a wraz z nim Tyranion (Tyranios) biskup Tyru, Sylwan, biskup z okolic Emesy oraz Peleusz i Nil, biskupi egipscy za to, jak pisze Euzebiusz, że  „chrześcijanie uwielbili Słowo Boże”.
O św. Zenobiuszu, Euzebiusz tak napisał:

Zenobios, najlepszy z lekarzy, mężną śmierć poniósł wśród strasznych, w boki mu zadawanych męczarni.

Wspomnienie liturgiczne św. Zenobiusza w Kościele katolickim obchodzone jest za św. Ado 20 lutego. Kościół w Libanie wspomina świętego 29 października.
Nie należy mylić Zenobiusza z Sydonu ze św. Zenobiuszem, biskupem Egei (Aegea, Aigai, Ajgaj, dzisiejsze Yumurtalık w tureckiej prowincji Adana) i męczennikiem wspominanym 29 lub 30 października wraz z siostrą św. Zenobią.